# Qiufen
Qiūfēn (pīnyīn), Shūbun (rōmaji) eller Chubun (romaja) (kinesiska och japanska: 秋分; koreanska: 추분; vietnamesiska: Thu phân; bokstavligen ”höstdagjämningen”) är den sextonde solarperioden i den traditionella östasiatiska lunisolarkalendern (kinesiska kalendern), som delar ett år i 24 solarperioder (節氣). Qiufen börjar när solen når den ekliptiska longituden 180°, och varar till den når longituden 195°. Termen hänvisar dock oftare till speciellt den dagen då solen ligger på exakt 180° graders ekliptisk longitud. I den gregorianska kalendern börjar 1iufen vanligen omkring den 23 september och varar till omkring den 8 oktober.

## Pentader
Varje solarperiod kan indelas i tre pentader (候): Första pentaden (初候), andra pentaden (次候) och sista pentaden (末候). Ett år har alltså 72 pentader och för qiufen gäller:
- Första pentaden: 雷始收聲 (”åskan börjar mildras”)
- Andra pentaden: 蟄蟲培戶 (”insekterna bygger bon”)
- Sista pentaden: 水始涸 (”vattnet börjar stelna”)